# الله آباد حاجي آباد (مقاطعة فهرج)
الله‌آباد حاجيآباد (بالفارسية: الله‌آباد حاجی‌آباد) هي قرية تقع في ناحية نغين كوير في إيران. يقدر عدد سكانها بـ 294 نسمة .